# باغ‌وحش دبی
باغ وحش دبی (به عربی: حدیقة الحیوانات دبی) یکی از معالم بارز و جاذبهٔ گردشگری شهر دبی و یکی از نقاط دیدنی امارات متحده عربی است که سالیانه تعدادی زیادی از گردشگران از مناطق داخل و خارج
امارات به سویش می‌شتابند.
«باغ وحش دبی» تأسیس سال ۱۹۶۷، قدیمی‌ترین باغ وحش در شبه‌جزیره عربستان است. این باغ وحش در منطقه زیبای جمیرا واقع شده‌است. در اینجا از گونه‌های نادر شامپانزه و گربه وحشی عربی نگهداری می‌شود.
تقریباً در حدود ۲۰۰ گونه از پستانداران، پرندگان، خزندگان و ماهی‌ها در این باغ وحش زندگی می‌کنند.
گونه‌های عربی این باغ وحش عبارتند از: غزال، بز کوهی، سیاه گوش، روباه، گرگ، کفتار، پلنگ، گربه وحشی، مار، راسو و سوسمار، جوجه‌تیغی، خرگوش. گونه‌های در خطر انقراض نیز مانند گوسفند مخصوص شمال آفریقا، ببر سیبری و بنگالی، گرگ عربی، کفتار، گربه وحشی، غزال کوچک آفریقایی، گوریل و شامپانزه نیز در این باغ وحش نگهداری می‌شوند.
فلامینگو، قره قاز، از انواع پرندگان: حواصیل، مرغ نوروزی، عقاب، لاشخور، کرکس، تیهو، فاخته، قُمری
کبک، جغد و سایر پرندگان زینتی نگهداری می‌شود.

## نگارخانه

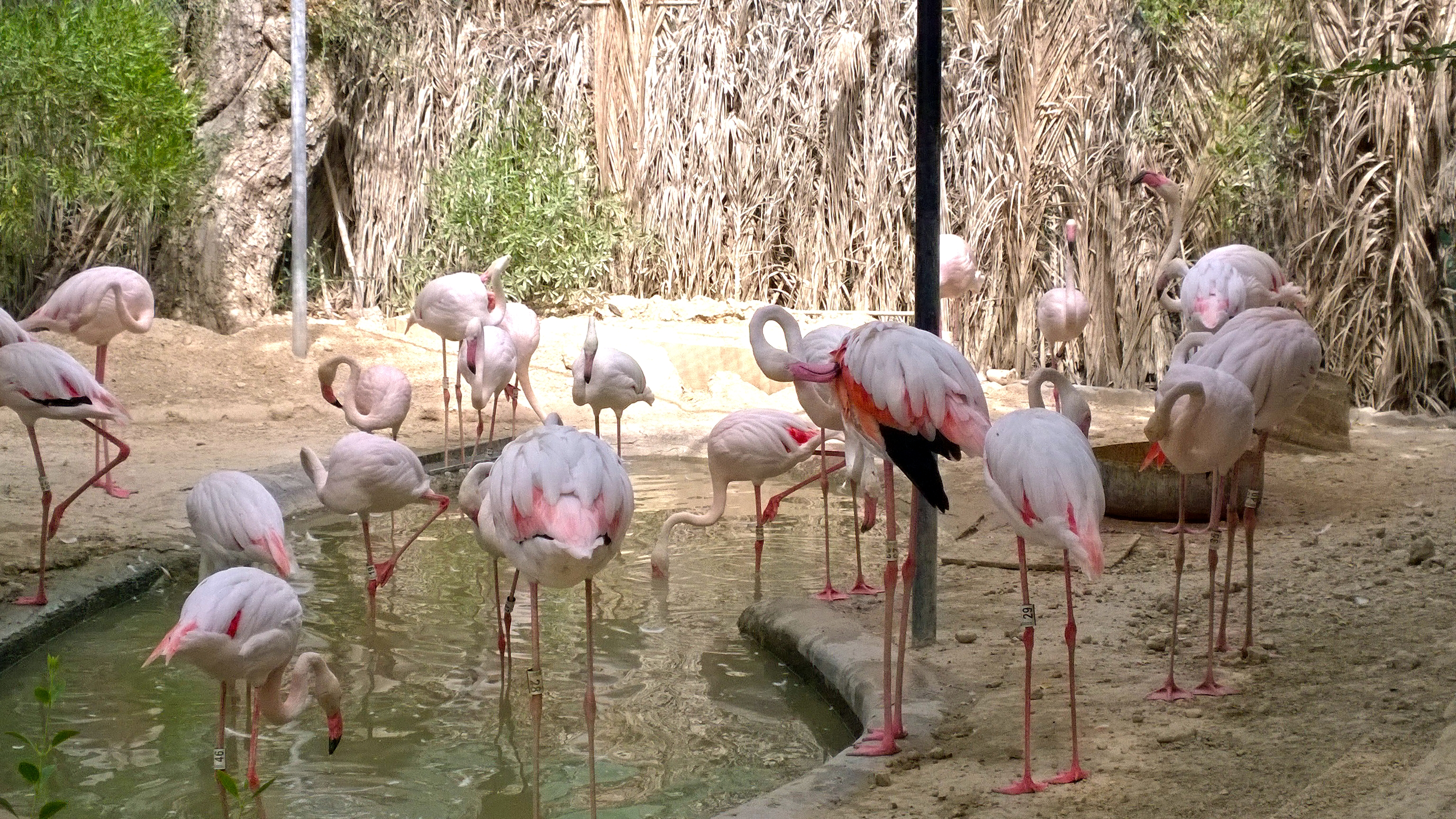
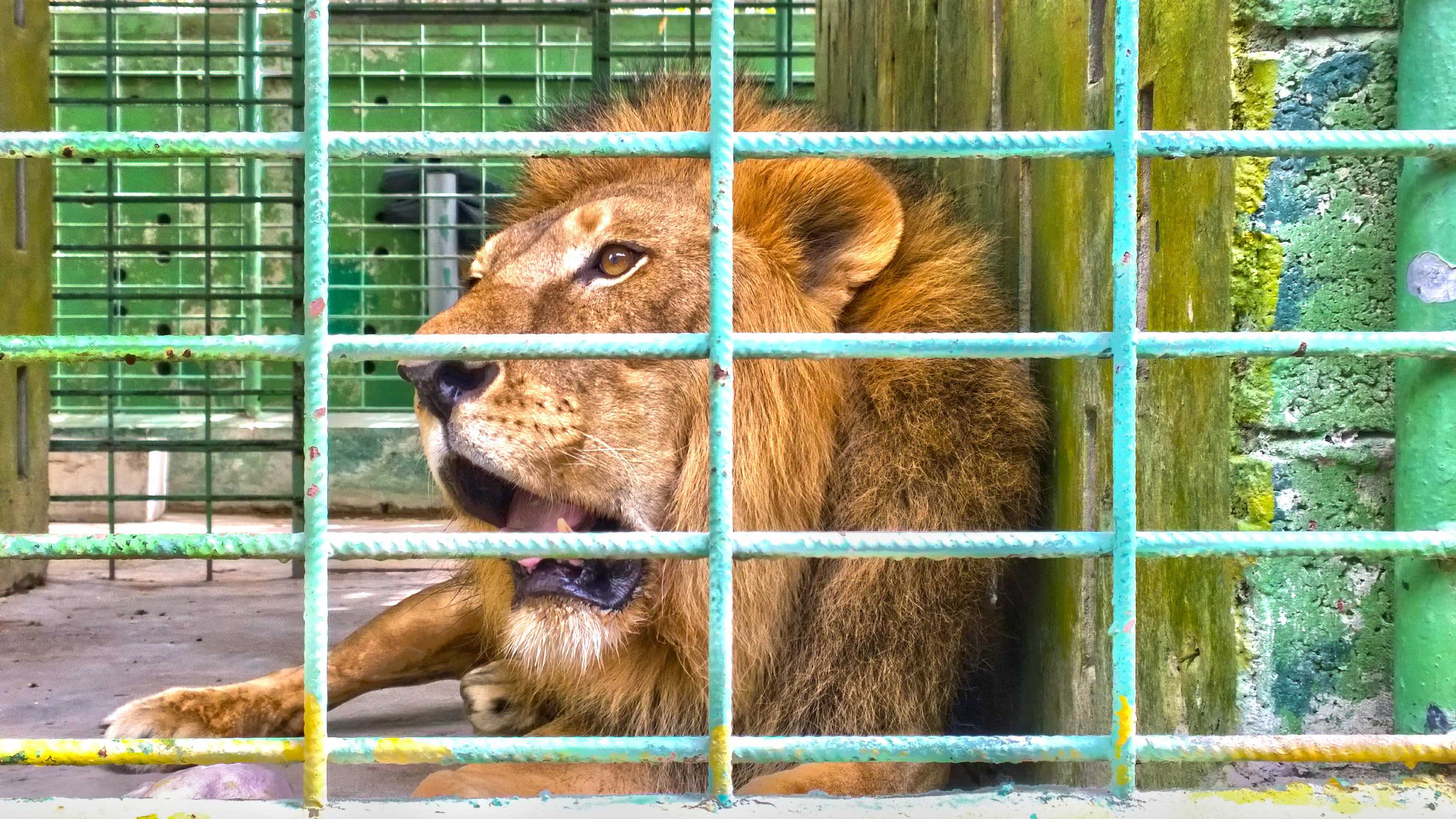
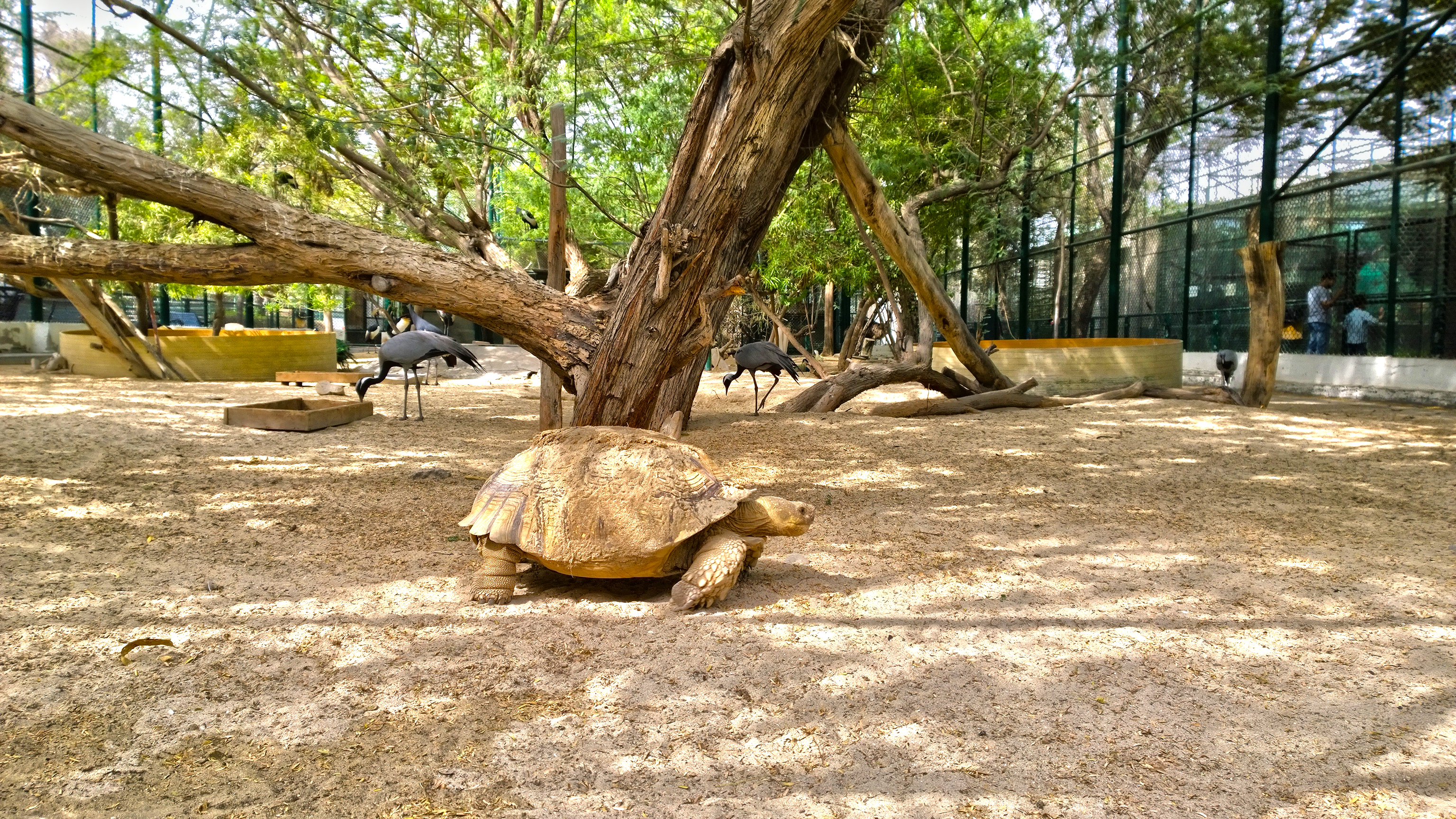
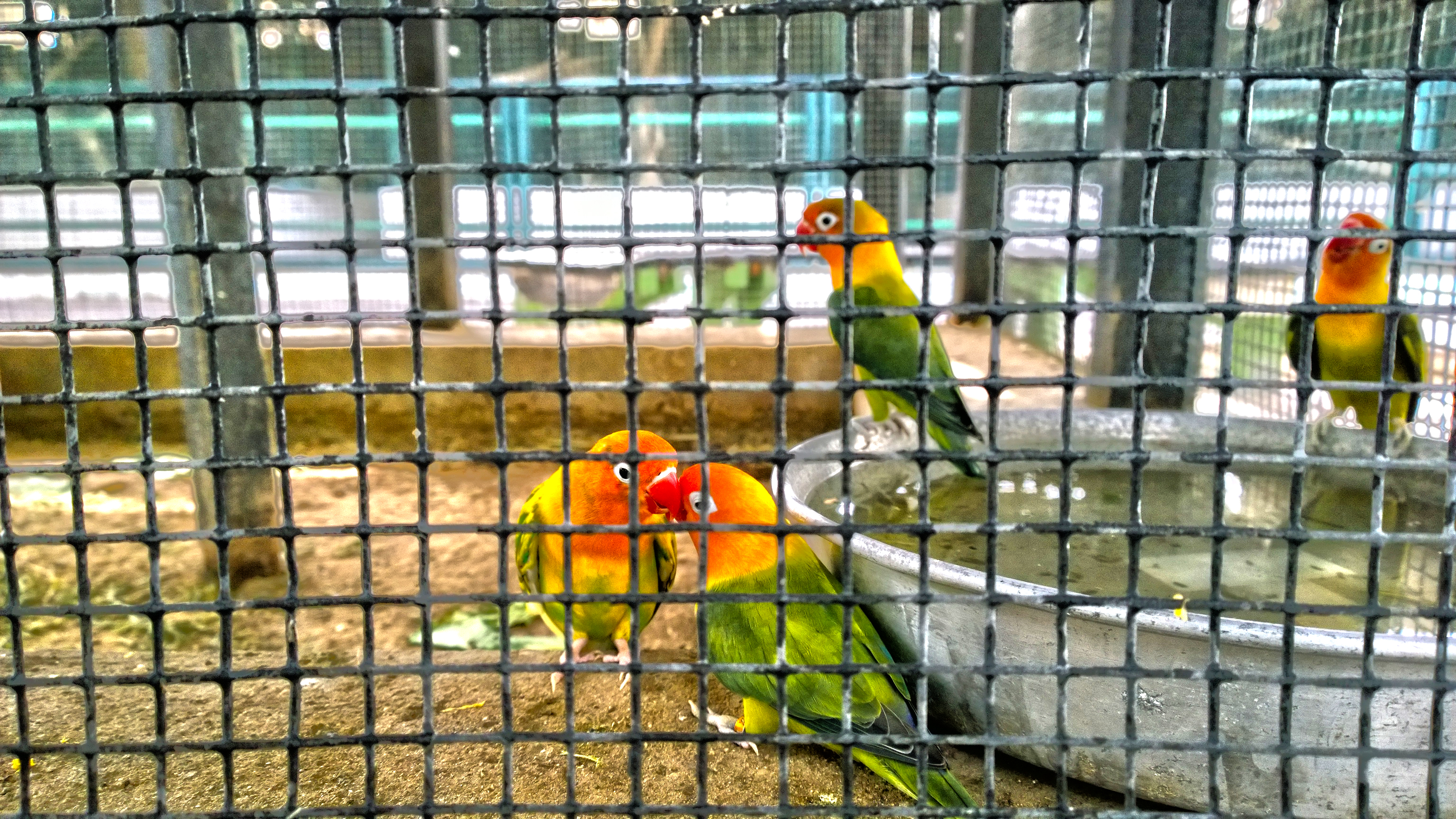
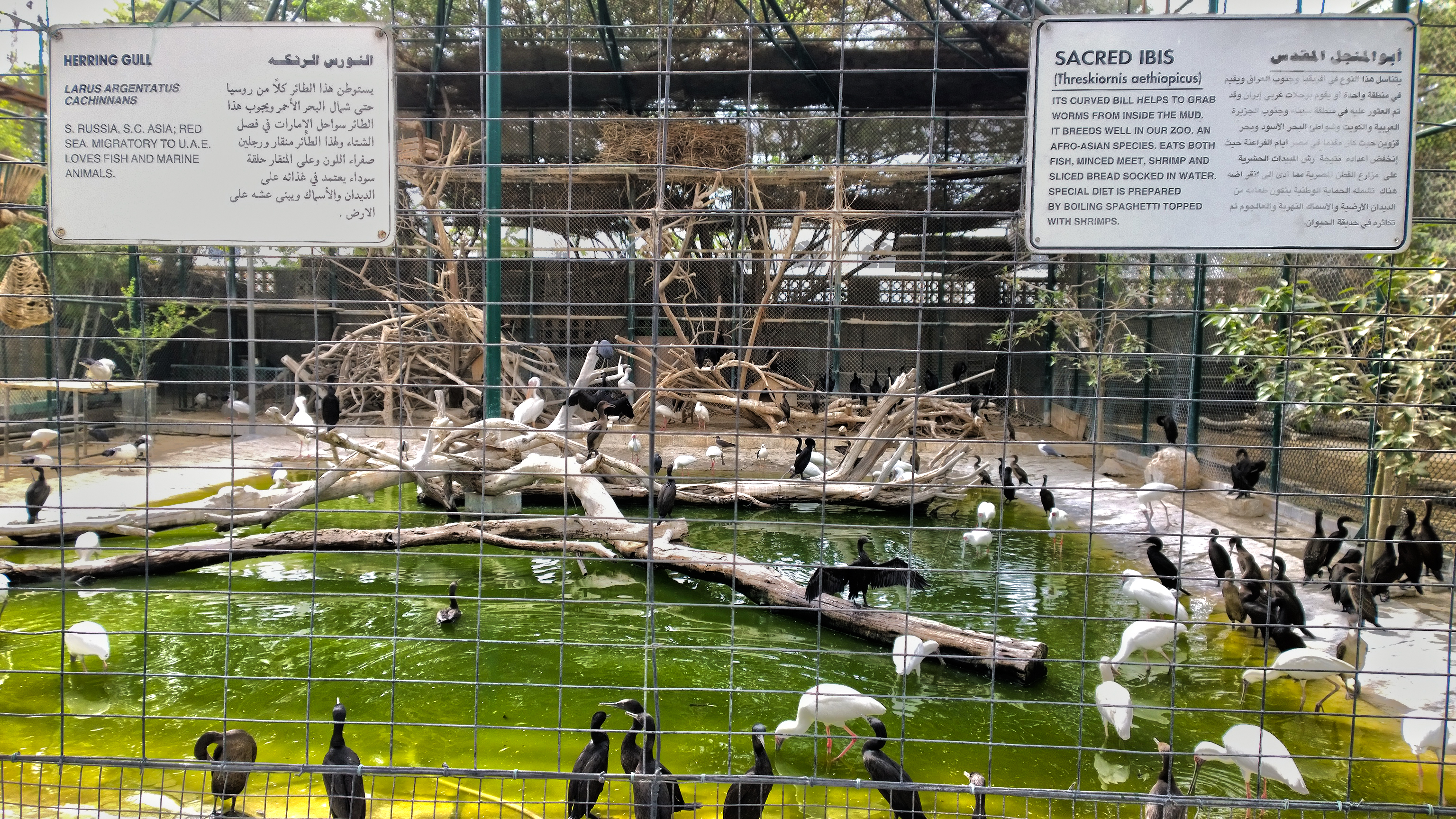
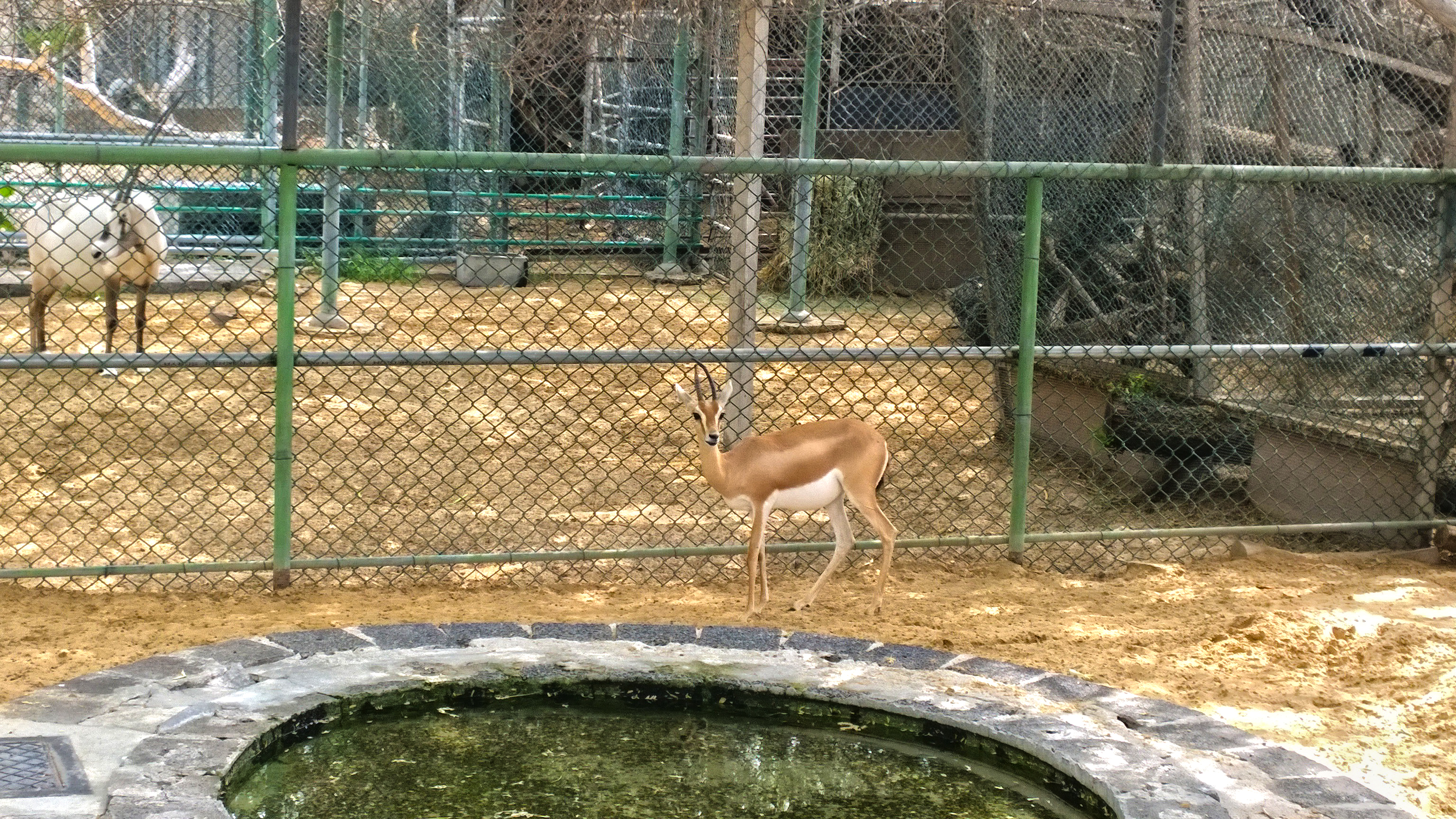
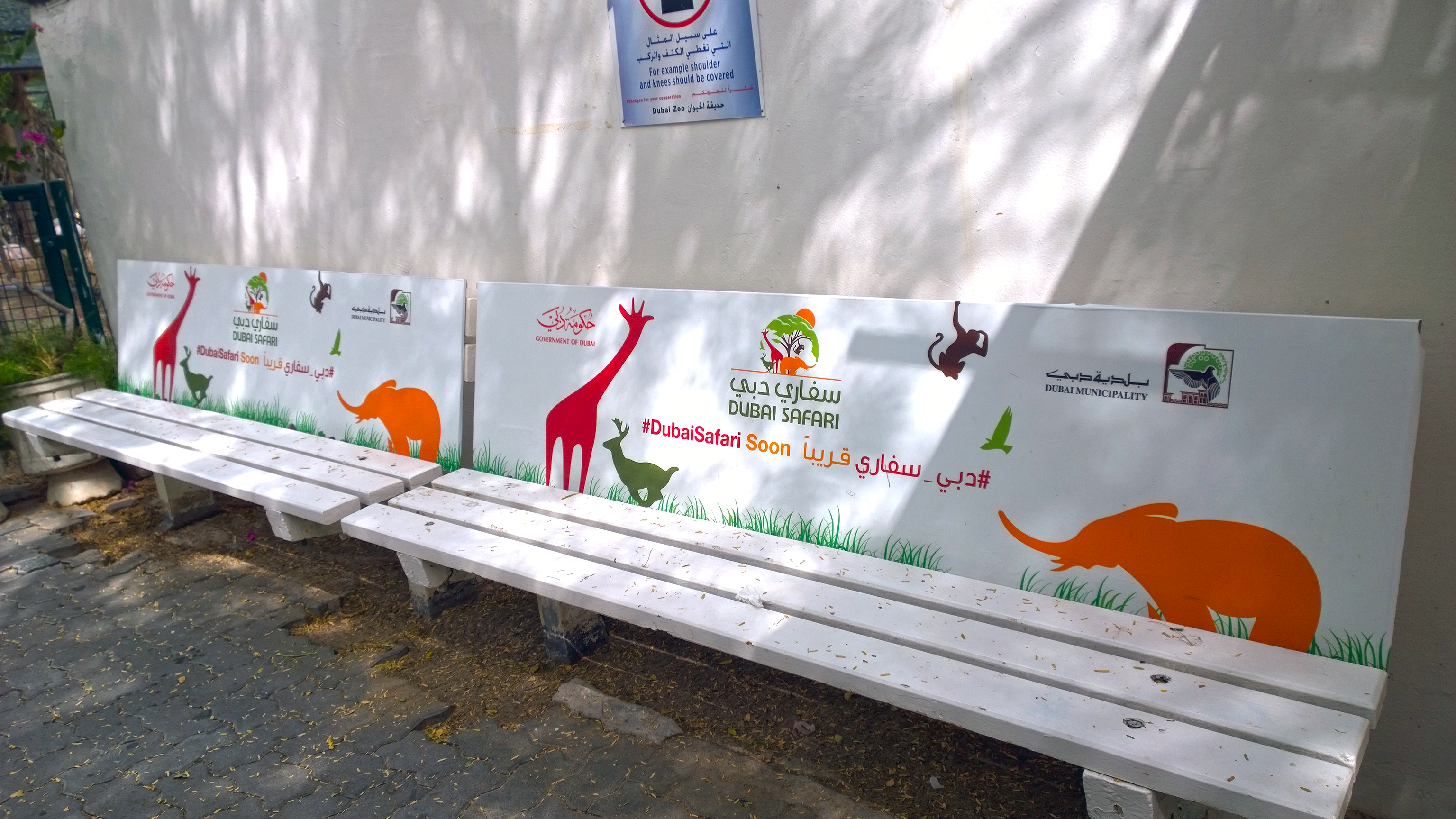